# Belediye Vanspor Kulübü (calcio)
Il Belediye Vanspor Kulübü, più semplicemente Vanspor FK o Vanspor, è la sezione calcistica dell'omonima società polisportiva turca, con sede nella città di Van (Turchia). Milita in TFF 2. Lig, il terzo livello del campionato turco di calcio.
Il club è stato fondato 1982 e milita nella terza serie turca, in passato ha disputato quattro stagioni in Süper Lig, il massimo campionato nazionale.

## Partecipazioni a campionati
- Süper Lig: 1994–1998
- TFF 1. Lig: 1999–2000
- TFF 2. Lig: 1983–1994, 1998–1999, 2000–2002, 2008–2011
- TFF 3. Lig: 2003–2008, 2011–
- Bölgesel Amatör Lig: 2002–2003

## Palmarès
- TFF 3. Lig: 1

2007-2008